# Utlängan
Utlängan – wyspa w Szwecji, w gminie Karlskrona, w regionie Blekinge. Sąsiaduje od zachodu z mniejszą wyspą Stenshamn, z którą łączy ją grobla z szosą zbudowana przez wojsko w 1950 (port obsługujący wyspę Utlängan znajduje się na wyspie Stenshamn).

## Geografia
Wyspa jest najbardziej wysuniętą w morze z wysp archipelagu Karlskrony (tylko skała Utklippan znajduje się dalej w morze). Wyspa jest pokryta lasami i łąkami. Ma długość około 3 km i szerokość około 1,5 km. Jej powierzchnia to nieco ponad 215 hektarów. Na Utlängan ulokowano wieżę widokową, która kiedyś była używana przez szwedzkie wojsko. Stoi tu też latarnia morska, która znajduje się w południowej części wyspy. Z Torhamn łączy wyspę połączenie promowe (z portu na wyspie Stenshamn).
Na Utlängan, oprócz małych budynków mieszkalnych, znajduje się kilka gospodarstw położonych wzdłuż głównej drogi wyspy.

## Przyroda
Na wyspie (częściwo stanowiącej obszar Natura 2000) jest prowadzone rolnictwo tradycyjne. W jej części znajdują się rozległe łąki przybrzeżne o dużej wartości biologicznej. Istnieje tu unikalny krajobraz starych pastwisk z kępami krzewów. Wzdłuż południowej i południowo-wschodniej strony wyspy rozciąga się niska wydma piaskowa, której najwyższy punkt to Fyrsanden. Na wyspie zanotowano obecność ćmy Anania verbascalis.
Okolice wyspy uznaje się za posiadające wysoką wartość przyrodniczą, m.in. stanowią ważne siedliska i obszary żerowania dla skorupiaków, ślimaków i ryb. Obszar pomiędzy Utlängan i Stenshamn jest zdominowany przez miękkie dna porośnięte m.in. rdestnicą ścieśnioną. W północnej części obszaru między Stenshamn i Utlängan na dnie występuje więcej kamieni i w tym rejonie rośnie też rupia. W rejonie wyspy występuje także rdestnica grzebieniasta, rdestnica Berchtolda, wywłócznik kłosowy i taśmy.
Na konferencji ochrony przyrody, która odbyła się w Berlinie w 1937, delegaci rządów Danii, Niemiec, Polski z Wolnym Miastem Gdańskiem i Szwecji, zebrani na obradach celem zmiany lub rozszerzenia umowy o unormowanie rybołówstwa na gładzicę i stornię na Bałtyku, postanowili zgodzić się na projekt umowy dodatkowej, który miał zostać polecony poszczególnym rządom do przyjęcia, w myśl której ustalono granice obszarów ze zróżnicowanymi rozmiarami ochronnymi tych ryb. Dwie z granic tych obszarów miały przebiegać od granicy lądowej Polski i Niemiec do wyspy Utlängan.

## Latarnia morska
Obecna latarnia (czynna) powstała w 1931 (starsza została założona w 1882 - była ośmiokątną wieżą o wysokości ośmiu metrów). Płaszczyzna ogniskowa ma 13 m, światło białe, czerwone lub zielone, zależnie od kierunku, okultyzowane dwukrotnie co 12 sekund. Latarnia jest 13-metrową, okrągłą, cylindryczną, betonową wieżą z galerią. Górna połowa latarni jest pomalowana na czarno, a dolna na biało. Stanowi prywatny dom letniskowy. Światło prowadzi ruch przybrzeżny przez przejście pomiędzy Utklippan i Utlängan. Stoi na południowym krańcu wyspy.